# 丹特拉維夫酒店

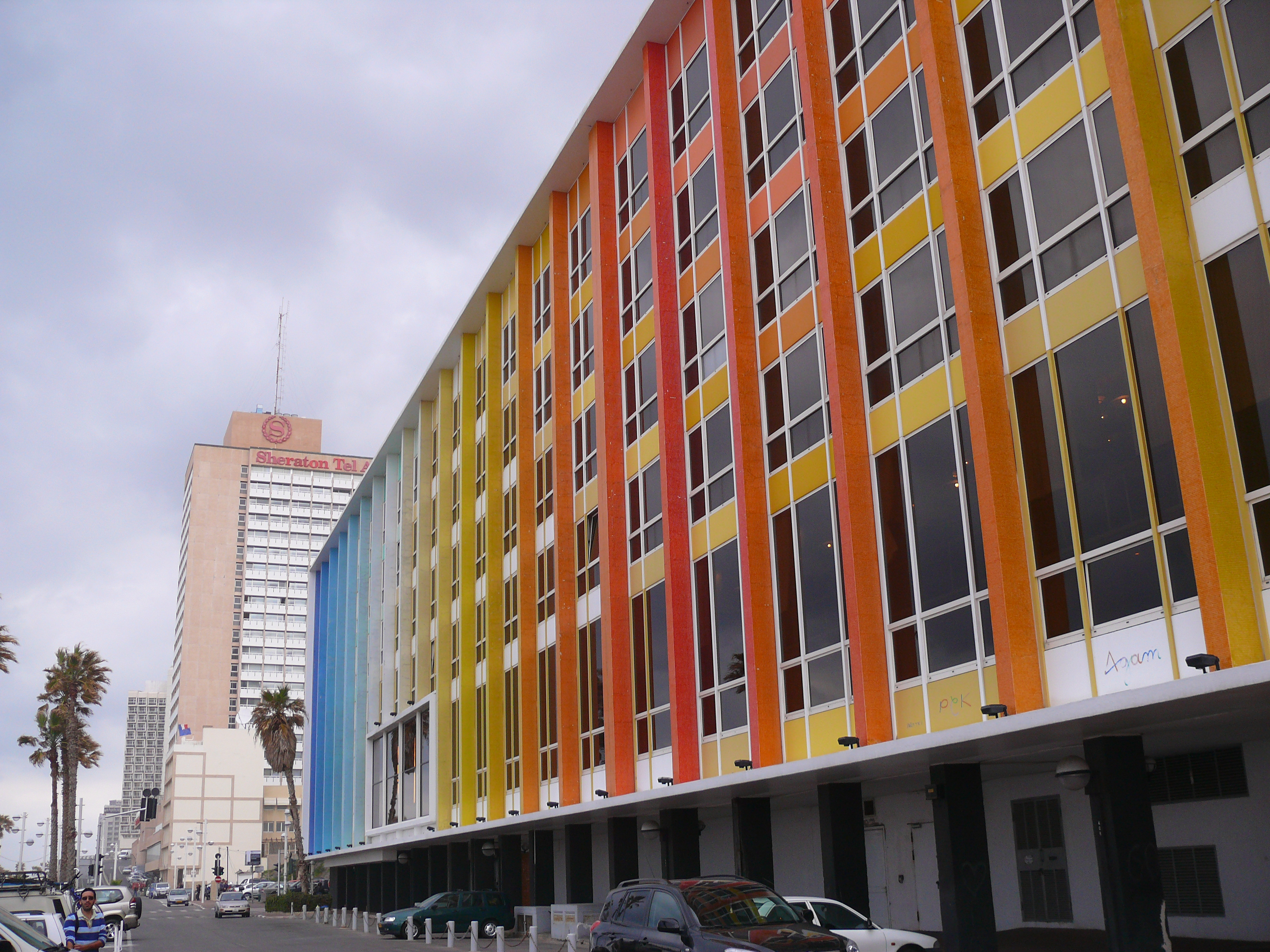
丹特拉維夫酒店

丹特拉維夫酒店（Dan Tel Aviv Hotel）是以色列城市特拉維夫的一座五星級酒店。這座酒店也是丹連鎖酒店的第一家酒店。酒店位於特拉維夫海濱大道。靠近特拉維夫港、雅法老城等眾多觀光景點。包括保羅·麥卡尼、麥可·傑克遜、瑪丹娜在內的眾多名人曾下榻此酒店。
由于酒店设施已经略显陈旧且只有部分房间得到修缮，其客人满意度已经很不尽人意。

## 外部連結
- Official website（页面存档备份，存于）

32°04′47″N 34°46′04″E / 32.07972°N 34.76778°E